# Unió de Dones de Catalunya
La Unió de Dones de Catalunya va ser una organització fundada amb la finalitat que les dones poguessin contribuir a guanyar la guerra. L'organització, que venia a succeir el Comitè de Dones contra la Guerra i el Feixisme, es constituí  en el marc del Primer Congrés Nacional de la Dona, que havia estat convocat per les principals organitzacions polítiques i sindicals de Catalunya i se celebrà al Palau de la Música de Barcelona els dies 6, 7 i 8 de novembre de 1937, durant la Guerra Civil. Al 1938 l'organització ja comptava amb 30.000 afiliades.
Presidida per Maria Dolors Bargalló, d’ERC, la Unió de Dones de Catalunya va desplegar una gran activitat i va ser la principal organització feminista de la Catalunya republicana. Es va constituir com a organització unitària antifeixista, amb la intenció de donar suport a la República des de la rereguarda. Aplegava dones de diferents procedències ideològiques –nacionalistes, socialistes, comunistes i anarquistes–, tot i que el programa polític i la planificació de les activitats estigueren força influïdes per les dones del PSUC.
Des de la UDC, les dones es van incorporar a l’assistència social i hospitalària, així com a les indústries de guerra. L'entitat va promoure'n la formació professional –per mitjà de l'Institut d'Adaptació Professional– per poder substituir els homes en els llocs de treball, i va impulsar els serveis socials per a dones i nens, entre els quals les llars d’infants, per a permetre la feina de les dones, i l’alfabetització.
La revista Companya va publicar el manifest Lletra oberta a les dones de Catalunya, cridant-les a participar en el Congrés, que fou signat per quaranta-sis dones que militaven en diferents organitzacions polítiques i sindicals catalanes, entre les quals Lluïsa Algarra, Maria Rosa Arquimbau, Maria Baldó, Aurora Bertrana, Maria Teresa Gibert, Candelària Escolà, Lena Imbert, Carme Montoriol, Anna Murià, Carme Nicolau, Teresa Pàmies, Dolors Piera, Soledad Real, Mercè Rodoreda, Fanny Schoonheyt, Maria Solà de Sellarés, Pepita Úriz, Elisa Úriz o Gavina Viana.
El Comitè Executiu de l'entitat, sorgit del Primer Congrés de la Dona i presidit per Maria Dolors Bargalló, estigué constituït per Dolors Piera, a la Secretaria General; Eloïna Malasechevarria, a la Secretaria d'Organització, Maria Teresa Gibert, a la Secretaria de Propaganda; Enriqueta Gallinat, a les Finances; Maria Lluïsa Queralt com a Tresorera; Reis Bertral, Calendària Escola i Josefina Bofarull, per a Guarderies; i Manuela Martí i Teresa Belda a Trameses al Front.